# Marian Heitzman

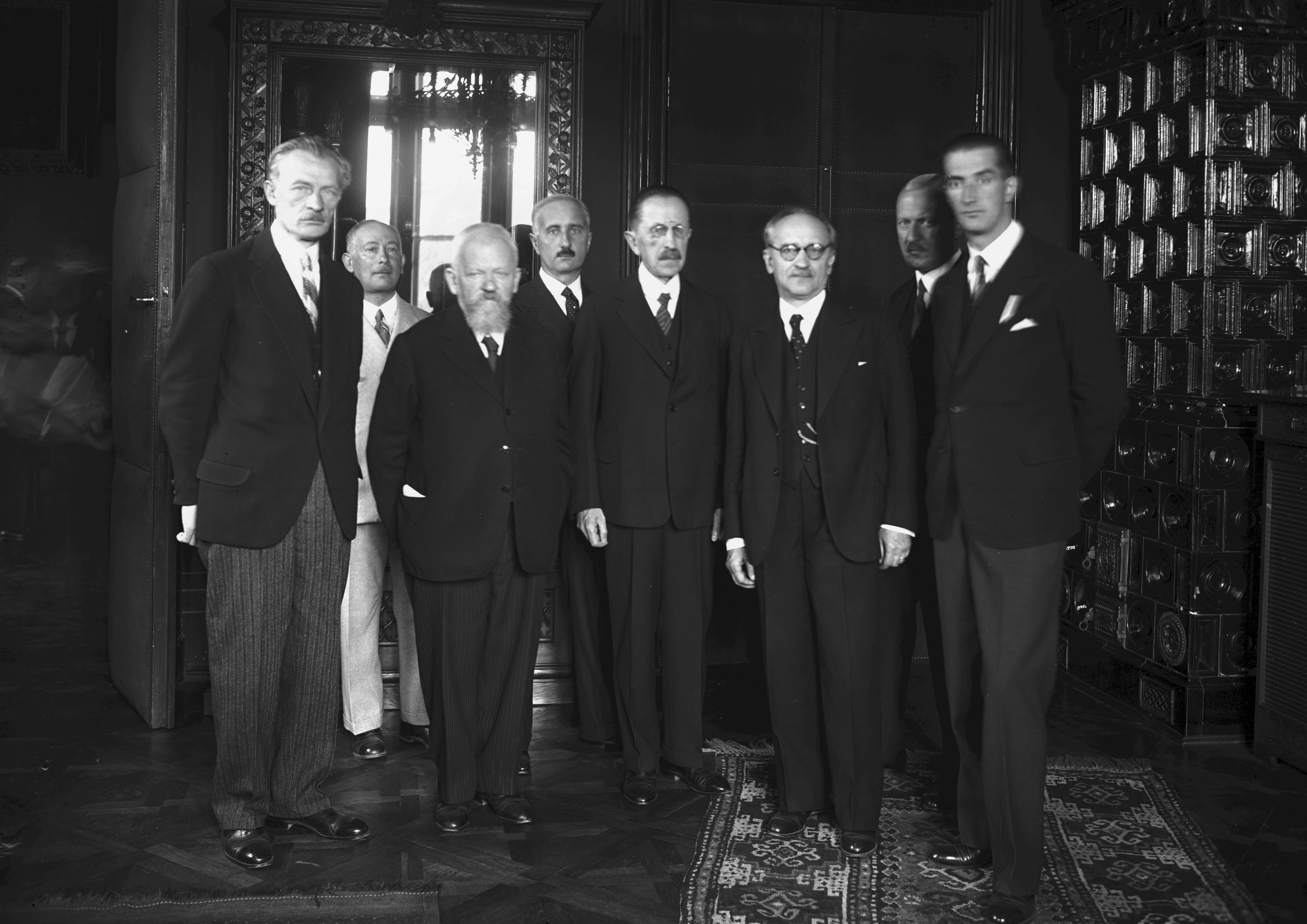
III Zjazd Filozofów w Krakowie 24 września 1936. Od lewej: Zygmunt Zawirski, NN, Witold Rubczyński, Władysław Tatarkiewicz, Tadeusz Garbowski, Jan Łukasiewicz, Tadeusz Czeżowski, sekretarz zjazdu Marian Heitzman

Marian Heitzman (ur. 20 października 1899 w Brodach, zm. 18 listopada 1964 w Saint Paul) – polski filozof i historyk filozofii  w stopniu doktora habilitowanego. Docent na Wydziale Filozoficznym Uniwersytetu Jagiellońskiego. Znawca filozofii europejskiej doby Renesansu. Adiunkt w Seminarium Filozoficznym UJ. Na uchodźstwie profesor McGill University w Montrealu  i University of St. Thomas w Saint Paul w Minnesocie.

## Życiorys
Syn Henryka i Kazimiery z Szaynów. Od 1928 studia w ramach Seminarium Filozoficznym Uniwersytetu Jagiellońskiego. Wykładowca w Wyższym Studium Handlowym w Krakowie. Przed wyborami do Rady Miasta Krakowa z 1938 został członkiem komitetu Polskiego Bloku Katolickiego. Po agresji III Rzeszy na Polskę od 5 września 1939 w Wojsku Polskim, po agresji ZSRR na uchodźstwie, w Polskich Siłach Zbrojnych na Zachodzie. Kierownik Wydziału Politycznego Ministerstwa Spraw Wojskowych w Rządzie RP na uchodźstwie. Po układzie Sikorski-Majski attaché w Ambasadzie RP w Kujbyszewie, nadzorował delegatury terenowe ambasady w ZSRR, delegat Ambasady w Samarkandzie (1942), zbierał materiały dotyczące oficerów zaginionych w 1940, ofiar zbrodni katyńskiej. Autor pierwszego raportu w tym zakresie. Wydalony z ZSRR jako persona non grata w 1942 wraz z częścią personelu ambasady i jej delegatów okręgowych. 
Po wojnie i demobilizacji pozostał na uchodźstwie. W latach 1945–1947 uczestniczył jako stypendysta w pracach sekcji filozoficznej Oxford Summer School. Następnie na emigracji w Kanadzie i Stanach Zjednoczonych. Profesor  McGill University w Montrealu  i University of St. Thomas w Saint Paul w Minnesocie. Członek założyciel Polskiego Towarzystwa Naukowego na Obczyźnie (1950).
Zmarł w Saint Paul i tam też jest pochowany.
Członek korporacji Akropolia, filister honorowy korporacji Arcadia.

## Niektóre prace
- Stanisław Krzystanowic i jego polemika z Baconem Werulamskim, [w:] Reformacja w Polsce R. 5, Kraków 1928
- Geneza i rozwój filozofji Franciszka Bacona, Kraków 1929
- Jan Locke: Myśli o wychowaniu, przekład i wstęp Marian Heitzman, Warszawa-Lwów 1931., wyd. II Warszawa 2002, ISBN 83-88149-70-9
- Studja nad akademją platońską we Florencji, Kraków 1933
- L'agostinismo Avicenizzante e il punto di partenza della filosofia di M. Ficino, Firenze 1934
- Witołd Rubczyński: (1864-1938), [w:] Przegląd Filozoficzny, Warszawa 1939
- Collingwooda teoria poznania historycznego, [w:] Teki Historyczne, z. 4. Londyn 1948